# Cycas revoluta
Cycas revoluta /Саго или Японска саго палма/ е вид растение от семейство Cycadaceae.

## Разпространение
Видът е разпространен в Япония (Кюшу и Рюкю).